# Cervus
Cervus Linnaeus, 1758 è un genere di mammiferi artiodattili della famiglia Cervidae.

## Tassonomia
Il genere comprende le seguenti specie e sottospecie:
- Cervus canadensis - cervo wapiti
- Cervus elaphus - cervo nobile
  - C. e. elaphus
  - C. elaphus alashanicus
  - C. elaphus atlanticus
  - C. elaphus barbarus
  - C. elaphus brauneri
  - C. elaphus canadensis
  - C. elaphus corsicanus  - cervo sardo
  - C. elaphus hanglu
  - C. elaphus hispanicus
  - C. elaphus kansuensis
  - C. elaphus macneilli
  - C. elaphus maral
  - C. elaphus nannodes
  - C. elaphus pannoniensis
  - C. elaphus songaricus
  - C. elaphus wallichii
  - C. elaphus xanthopygus
  - C. elaphus yarkandensis
- Cervus nippon - cervo sika
  - C. nippon nippon
  - C. nippon aplodontus
  - C. nippon grassianus
  - C. nippon hortulorum
  - C. nippon keramae
  - C. nippon kopschi
  - C. nippon mageshimae
  - C. nippon mandarinus
  - C. nippon mantchuricus
  - C. nippon pseudaxis
  - C. nippon pulchellus
  - C. nippon sichuanicus
  - C. nippon soloensi
  - C. nippon taiouanus
  - C. nippon yakushimae
  - C. nippon yesoensis

Altre specie attribuite in passato al genere Cervus sono oggi attribuite a generi separati, in particolare Przewalskium, Rucervus e Rusa):
- Cervus albirostris = Przewalskium albirostris
- Cervus alfredi = Rusa alfredi
- Cervus duvaucelii = Rucervus duvaucelii
- Cervus eldii = Rucervus eldii
- Cervus mariannus = Rusa marianna
- Cervus schomburgki = Rucervus schomburgki
- Cervus timorensis = Rusa timorensis
- Cervus unicolor =  Rusa unicolor

Tra le specie estinte in tempi remoti, menzioniamo per l'Italia il cervo nano di Capri, Cervus tyrrhenicus.

## Mitologia
Il cervo ha anche una sua valenza come animale mitologico.